# Gantulga Altanbagana
Gantulga Altanbagana (21 de junio de 1995) es un deportista mongol que compite en judo.
Ganó una medalla de plata en los Juegos Asiáticos de 2018 y dos medallas en el Campeonato Asiático de Judo, bronce en 2022 y plata en 2024.

## Palmarés internacional
| Juegos Asiáticos    | Juegos Asiáticos       | Juegos Asiáticos  | Juegos Asiáticos |
| Año                 | Lugar                  | Medalla           | Categoría        |
| ------------------- | ---------------------- | ----------------- | ---------------- |
| 2018                | Yakarta (Indonesia)    | Medalla de plata  | –90 kg           |
| Campeonato Asiático |                        |                   |                  |
| Año                 | Lugar                  | Medalla           | Categoría        |
| 2022                | Nursultán (Kazajistán) | Medalla de bronce | –90 kg           |
| 2024                | Hong Kong (China)      | Medalla de plata  | –90 kg           |